# Ophioplax lamellosa
Ophioplax lamellosa is een slangster uit de familie Ophiochitonidae.
De wetenschappelijke naam van de soort werd in 1915 gepubliceerd door H. Matsumoto.